# Вайолетт Бін
Вайолетт Бін (англ. Violette Beane, нар. 18 травня 1997, Сент-Пітерсберг, Флорида, США) – американська акторка. Вона зіграла Джессі Веллс/Джессі Квік у телесеріалі «The CW» «Флеш, а також Маркі Кемерон у фільмі жахів 2018 року «Правда або дія». З 2018 по 2020 рік вона грала роль Кари Блум у телевізійному серіалі CBS «Бог зафрендив мене».

## Біографія
Бін народивлась в Сент-Пітербергзі, штат Флорида. У десять років вона переїхала в Остін, штат Техас, де виросла і який вважає своїм рідним містом. Після переїзду до Остіна Бін розпочала вивчати драматичне мистецтво протягом середньої та старшої школи. Хоча Бін завжди відчувала, що їй призначено виступати, лише на останньому курсі середньої школи вона зосередилася на професійній акторській майстерності та знайшла агента в Остіні.
Батьки виховували Бін як квакера, як вона згадала в інтерв’ю на ONTVtoday: «Я була вихована квакером, і я ходила на зібрання щонеділі протягом більшої частини свого дитинства».

## Кар'єра
У 2015 році Бін отримав повторювану роль у 2 сезоні серіалу HBO «Залишені». Бін зіграла Тейлор Труітт, місцеву дівчину в Джардені, штат Техас, яка зникла разом з двома іншими дівчатами.
Після «Залишених» Бін отримала роль Джессі Веллс (на прізвисько «Джессі Квік»), доньки Землі-2 Гаррісона Веллса (Том Кавана) у хітовій супергеройській драмі «The CW». Джессі — яскравий студент коледжу, який потрапляє в битву між Флешем (Баррі Аллен) і Зумом. У коміксах «Флеш» Джессі Квік — спідстер, який стає напарником Воллі Веста (наразі його грає у «Флеші» Кінан Лонсдейл). Бін повернувся в ролі Джессі в 3 сезоні серіалу.
Бін знову знявся в медичному драматичному серіалі Fox «Ординатор» у ролі Лілі, хворої на рак, яка опікується доктором Конрадом Гокінсом (Метт Зукрі) і доктором Девоном Правешом ( Маніш Даял ). Покинута нареченим і перебуваючи далеко від дому, Лілі надихає персонал лікарні на захист і емоційну участь у її результаті. Курс її лікування визначив відомий онколог, доктор Лейн Хантер (Меліна Канакаредес).
Фільми Біна включають інді-фільм жахів «Здрирати шкіру», «Слеш» і документальний фільм «Вежа», який зосереджується на зйомках Техаського університету в Остіні в 1966 році, які стали першою масовою стріляниною в школі в Сполучених Штатах. У «Вежі» Бін грає Клер Вілсон, яка була на восьмому місяці вагітності під час зйомок і того дня втратила ненароджену дитину та хлопця.
У травні 2017 року Бін отримав роль Маркі Кемерон у надприродному трилері Blumhouse «Правда або дія», який вийшов на екрани 13 квітня 2018 року.. З 2018 по 2020 рік Бін грав у телесеріалі CBS «Бог зафрендив мене».

## Особисте життя
Бін веган і позувала оголеною для PETA на підтримку такого способу життя. Бін переїхала до Нью-Йорка, щоб знятися у серіалі «Бог зафрендив мене».

## Фільмографія
| Рік       |     | Українська назва         | Оригінальна назва       | Роль          |
| --------- | --- | ------------------------ | ----------------------- | ------------- |
| 2015      | с   | Залишені                 | The Leftovers           | Тайлор        |
| 2015—2018 | с   | Флеш                     | The Flash               | Джессі Велс   |
| 2016      | ф   | Слеш                     | Slash                   | Ліндсей       |
| 2016      | док | Вежа                     | Tower                   | Клер Вілсон   |
| 2016      | с   | Поліція Чикаго           | Chicago P.D             | Мая Колінс    |
| 2018      | с   | Ординатор                | The Resident            | Лілі Кендалл  |
| 2018      | ф   | Правда або дія           | Truth or Dare           | Маркі Камерон |
| 2018      | с   | Легенди завтрашнього дня | Legends of Tomorrow     | Джессі Велс   |
| 2018—2020 | с   | Бог зафрендив мене       | God Friended Me         | Кара Блум     |
| 2019      | ф   | Здирати шкіру            | Flay                    | Бетані        |
| 2024      | с   | Смерть і інші подробиці  | Death and Other Details | Імоджен       |
| 2025      | ф   | Реннер                   | Renner                  | Джеймі        |
| 2025      | ф   | Фатальний меседж         | Drop                    | Джен          |
| 2025      | с   | Зворотний відлік         | Countdown               | Еван Шепард   |